# لستر براون
ليستير روسيل براون (بالإنجليزية: Lester Russell Brown)‏ (مواليد 28 مارس 1934) محلل بيئي أمريكي ومؤسس معهد وورلدووتش، والمؤسس والرئيس السابق لمعهد الأرض، وهو منظمة بحثية غير ربحية مقرها في واشنطن العاصمة. أشار إليه المعلق في راديو بي بي سي بيتر داي بأنه «أحد الرواد البيئيين العظماء».
براون مؤلف ومؤلف مشارك لأكثر من 50 كتابًا عن القضايا البيئية العالمية، وتُرجمت أعماله إلى أكثر من أربعين لغة. أحدث أعماله كتاب «التحول الكبير: الانتقال من الوقود الأحفوري إلى الطاقة الشمسية وطاقة الرياح» (2015)، يشرح أن الاقتصاد العالمي يمر الآن بمرحلة انتقالية من الطاقة الأحفورية والنووية إلى الطاقة النظيفة من الطاقة الشمسية وطاقة الرياح ومصادر الطاقة المتجددة الأخرى. كان كتابه السابق بعنوان «كوكب كامل، لوحات فارغة: الجغرافيا السياسية الجديدة لندرة الغذاء» (2012).
يؤكد براون على الآثار الجيوسياسية لارتفاع أسعار الحبوب بشكل سريع، مشيرًا إلى أن «التهديد الأكبر للاستقرار العالمي هو احتمال حدوث أزمات غذائية في البلدان الفقيرة»، ما يمكن أن «يؤدي إلى انهيار الحضارة». يصف براون في مجلة فورين بوليسي في عام 2011، كيف بدأت «الجغرافيا السياسية الجديدة للغذاء» المساهمة في الثورات والاضطرابات في مختلف البلدان.
حصل براون على 26 دكتوراه فخرية وزمالة ماك آرثر، ووصفته صحيفة واشنطن بوست بأنه «أحد أكثر المفكرين تأثيرًا في العالم». في أوائل عام 1978، حذر في كتابه «اليوم التاسع والعشرون» (بالإنجليزية: The Twenty-Ninth Day) «من مختلف المخاطر الناجمة عن سوء معاملتنا للطبيعة، من خلال الإفراط في صيد الأسماك من المحيطات، وإزالة الغابات، وتصحر الأراضي». في عام 1986، طلبت مكتبة الكونغرس أوراقه الشخصية مشيرة إلى أن كتاباته «تؤثر بشكل كبير على التفكير في مشاكل سكان العالم وموارده»، في حين أشار الرئيس بيل كلينتون «علينا جميعًا العمل بنصيحته». في عام 2003، كان أحد الموقعين على البيان الإنساني الثالث.
في منتصف السبعينيات من القرن العشرين، ساعد براون على ريادة مفهوم التنمية المستدامة، التي طُبقت لأول مرة في الزراعة. منذ ذلك الحين، حصل براون على العديد من الجوائز والمكافآت، بما فيها جائزة الأمم المتحدة للبيئة لعام 1987، والميدالية الذهبية للصندوق العالمي للطبيعة لعام 1989، وجائزة الكوكب الأزرق لعام 1994 «لمساهماته في حل المشاكل البيئية العالمية». في عام 1995، اختاره ماركيز هوز من ضمن «الأمريكيين العظماء الخمسين» (بالإنجليزية: 50 Great Americans). حصل مؤخرًا على الوسام الرئاسي الإيطالي وعُين أستاذًا فخريًا في الأكاديمية الصينية للعلوم. يعيش في واشنطن العاصمة وتقاعد في يونيو عام 2015. 

## نشأته
وُلد براون ونشأ في مزرعة في بريدجتون، نيوجيرسي، بالقرب من نهر ديلاوير، دون مياه جارية أو كهرباء. تعلم القراءة مبكرًا وكان قارئًا نهمًا. فُتن بالحرب العالمية الثانية، فكان يستعير الصحف القديمة من المزرعة المجاورة لمتابعة أحداثها. استمتع بقراءة السير الذاتية بشكل خاص بما فيها سير الآباء المؤسسين لأمريكا وغيرهم مثل أبراهام لينكون، وجورج واشنطن كارفر، وماري كوري. كان براون منذ نعومة أظفاره يعمل في المزرعة، ويحلب الأبقار، ويزيل الأعشاب الضارة، وينظف الإسطبل. شارك الشاب المغامر (أي براون) أخاه الأصغر كارل في العديد من الأعمال التجارية، مثل تربية العصافير والدجاج بهدف بيعها. في عام 1951، بدأ هو وأخوه مشروع زراعة الطماطم، الذي نما في نهاية المطاف ليصبح أحد أكبر المشاريع في نيوجيرسي، إذ تجاوزت المبيعات 1,520,000 رطل (690,000 كجم) في السنة. قال براون في وقت لاحق: «الزراعة هي كل ما أردت فعله في حياتي كلها. عليك أن تعرف التربة، والطقس، وعلم أمراض النباتات، وعلم الحشرات، والإدارة، وحتى السياسة. إنها مهنة مثالية متعددة التخصصات». 

## تعليمه
بعد حصوله على شهادة في علم الإنتاج النباتي من جامعة روتجرز في عام 1955، أمضى ستة أشهر في ريف الهند (عبر مشاركته في برنامج التبادل الشبابي الزراعي الدولي) حيث أصبح على دراية وثيقة بقضايا الغذاء والسكان. كتب عنه كاتب السير الذاتية ديفيد دي ليون «غيرت تجاربه في القرى الهندية حياته». «عاد إلى عمله في زراعة الطماطم عند عودته إلى الولايات المتحدة، لكنه لم يعد عملًا مثيرًا بالنسبة له». 
قرر براون حاجته إلى العمل مع وزارة الزراعة الأمريكية في الخدمة الزراعية الخارجية، ليتمكن من العمل على قضية الغذاء العالمية. لكنه علم أنه بحاجة إلى شهادة في الاقتصاد الزراعي ليحصل على الوظيفة. استغرق براون تسعة أشهر ليحصل على درجة الماجستير في الاقتصاد الزراعي من جامعة ميريلاند، ثم انضم في عام 1959 إلى وزارة الزراعة الأمريكية محللً زراعيًا دوليًا في فرع آسيا. بعد مرور عام تقريبًا، أخذ إجازة مدة تسعة أشهر ليحصل على درجة الماجستير في الإدارة العامة من كلية هارفارد للدراسات العليا للإدارة العامة، التي أصبحت فيما بعد كلية جون كينيدي للدراسات الحكومية (أو كلية كينيدي بجامعة هارفرد).
في عام 1963، وبعد مرور أربعة أعوام فقط، نشر براون كتاب «الإنسان والأرض والغذاء»، وهو أول توقعاتٍ شاملةٍ للغذاء والسكان وموارد الأراضي في العالم حتى نهاية القرن العشرين. كانت الدراسة قصة تغطية في عدد 6 يناير عام 1963 في شبكة إعلام «يو إس نيوز آند وورد ريبورت»، إذ لفتت انتباه وزير الزراعة أورفيل فريمان. أعرب فريمان عن تقديره للتحليل الجريء الذي قدمه براون، وعرض عليه وظيفة على موظفيه، قائلًا «رسمتم المشكلات. عليك الآن أن تفعل شيئًا حيالهم». سرعان ما ترقى إلى منصب مقيم متخصص في القضايا العالمية. بصفته تلك، نصح براون وزير الزراعة بسياساته الزراعية الخارجية. ترأس أيضًا دائرة التنمية الزراعية الدولية التابعة لوزارة الزراعة الأمريكية من عام 1966 إلى عام 1969. كان عمله الأول «زيادة الإنتاج الغذائي في الدول النامية».
في أوائل عام 1969 ترك عمله في الحكومة ليساعد في تأسيس مجلس التنمية الخارجية. كذلك أصبح مؤمنًا بحماسة بوعد الثورة الخضراء، آملًا استخدام بذور وأساليب زراعة أفضل للمساعدة في حل المشكلات العالمية المتمثلة في الفقر والجوع. يرى أيضًا أن «هذه التكنولوجيا الحدث التاريخي الأهم منذ اختراع المحرك البخاري»، لكنه أدرك في السنوات اللاحقة تفوق النمو السكاني السريع في الدول النامية على المكاسب الناتجة من زيادة الإنتاج الغذائي.

### الشواغل الأساسية
ارتبطت المواضيع التالية بعمل براون على مر السنين:
- التحكم بالكثافة السكانية.
- الحد من الهجرة (لتحقيق الاستقرار السكاني في الولايات المتحدة).
- الاحتباس الحراري.
- حماية الأراضي الزراعية في العالم.
- تعرية التربة.
- إزالة الغابات.
- استنزاف الموارد المائية.
- ذوبان الجليديات الثلجية (الأنهار الجليدية).
- تناقص طبقات المياه الجوفية.
- استهلاك الطاقة.
- ذروة النفط.
- حفظ الطاقة واستدامتها.
- الطاقة المتجددة.
- الحد من النفايات وإعادة تدويرها.

## بيئي ومؤلف

### إصدار التحذيرات
بعد حديث براون في كلية كاتاوبا في عام 2008، أشارت إليه صحيفة الكلية بـ«بول ريفير البيئي»، وحذر جمهوره بقوله «إذا لم تغير الحضارة طرقها، فإن نهايتها قريبة بلا شك. نحن في سباق ما بين نقاط التحول الطبيعية ونقاط التحول السياسية، ما نحتاجه في المقام الأول هو إخبار السوق بالحقيقة البيئية. أضاف براون «لسنا بحاجة للذهاب إلى جليدنا الذائب لنعلم أننا في ورطة. كم مستعدون لننفق كي نتجنب ارتفاع منسوب مياه البحر بمقدار 23 قدمًا؟» ووضح أيضًا أن «التكاليف غير المباشرة تشكل مستقبلنا»، وبتجاهلنا لهذه التكاليف، «فنحن نفعل نفس الشيء الذي يقوم به إنرون بتركه التكاليف خارج السجلات. استهلاك اليوم دون أخذ الغد بعين الاعتبار ليس بالفلسفة الرابحة». تحدث براون عن النمو السكاني السريع، وإزالة الغابات، وذكر «اثنين من الضغوط الجديدة: ارتفاع أسعار الغذاء والنفط». قال براون «ارتفاع أسعار النفط سيتبعه ارتفاع في أسعار الحبوب». 

## وصلات خارجية
- لستر براون على موقع IMDb (الإنجليزية)
- لستر براون على موقع مونزينجر (الألمانية)
- لستر براون على موقع إن إن دي بي (الإنجليزية)
- لستر براون على موقع قاعدة بيانات الفيلم (الإنجليزية)